# Mathias Unger der Jüngere
Mathias Unger der Jüngere (auch ungarisch Ifj. Unger Mátyás, geboren am 9. Dezember 1824 in Győr; † 13. Februar 1878 ebenda) war ein ungarischer Spielkartenmaler.

## Leben
Mathias wurde als vierter und jüngster Sohn des aus Sopron stammenden Spielkartenmalers Mathias Unger des Älteren geboren. Bereits ab 1841 machte er, gemeinsam mit seinem älteren Bruder Alois (1814–1848), der akademischer Künstler war, mit seinen besonders schönen, patriotisch ungarischen Spielkartendesigns und in Kupfer gestochenen Karten auf sich aufmerksam. Er erlernte das Spielkartenmalerhandwerk bei seinem Vater und erwarb ebenfalls die Meisterwürde, eröffnete aber bereits Mitte der 1850er Jahre eine Trafik und später auch einen Spielwarenladen im heutigen Lloyd-Gebäude am damaligen Hauptplatz, dem heutigen Széchenyi tér in Győr. Die sich heute im Rómer Flóris-Museum befindenden Spielkarten- und Spielkartenverpackungs-Holzdruckstöcke der Familie Unger überließ er auf ausdrücklichen Wunsch von Flóris Rómer im Schuljahr 1873/74 der Sammlung des Győrer Benediktinergymnasiums, dem Vorläufer des heutigen Museums.